# Требзен (Мульде)
Требзен (нем. Trebsen/Mulde) — город в Германии, в земле Саксония. Подчинён административному округу Лейпциг. Входит в состав района Лейпциг.  Население составляет 4091 человек (на 31 декабря 2010 года). Занимает площадь 35,03 км². Официальный код  —  14 3 83 330.
Город подразделяется на 4 городских района.

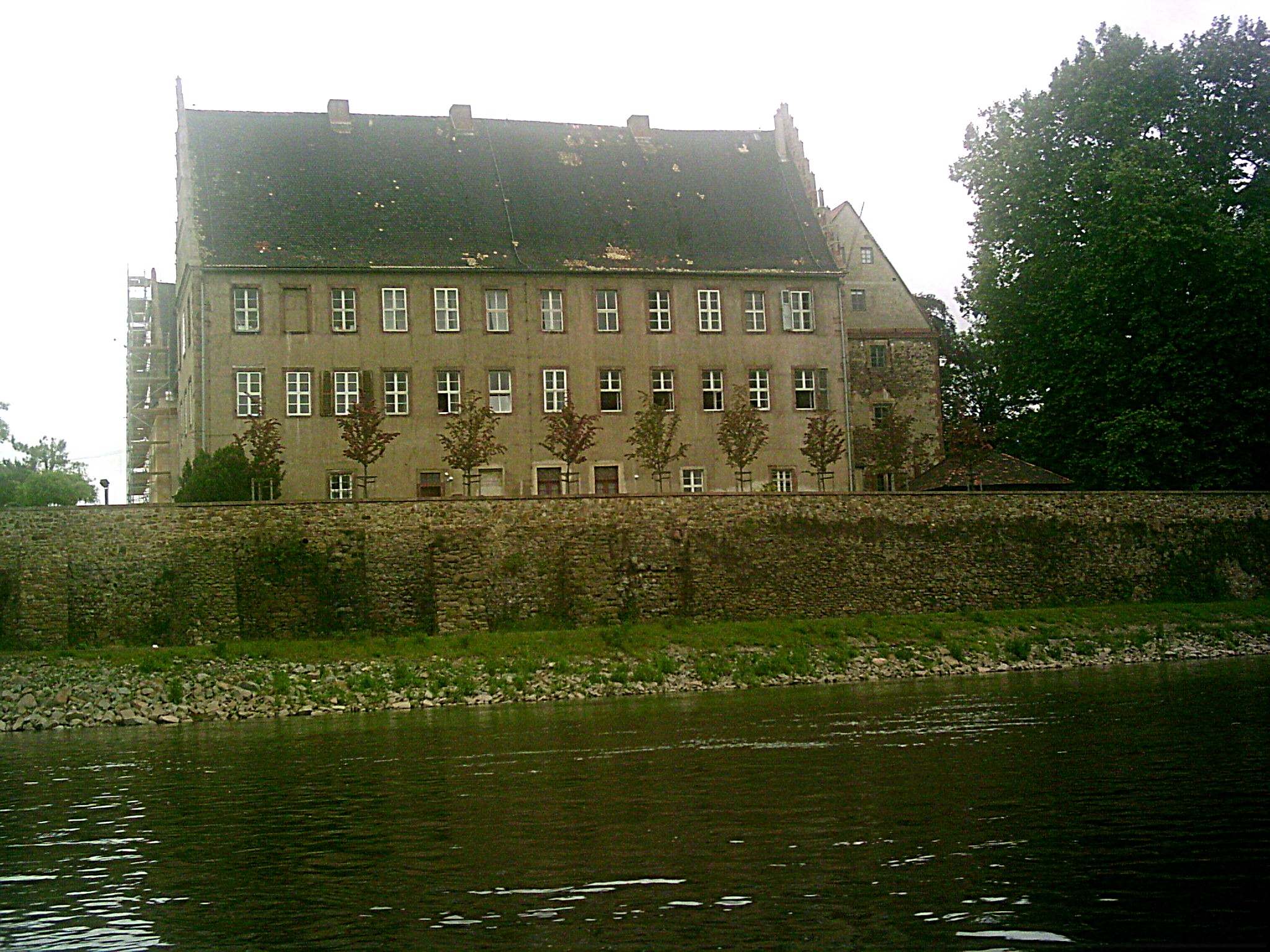
Требзен (Мульде)

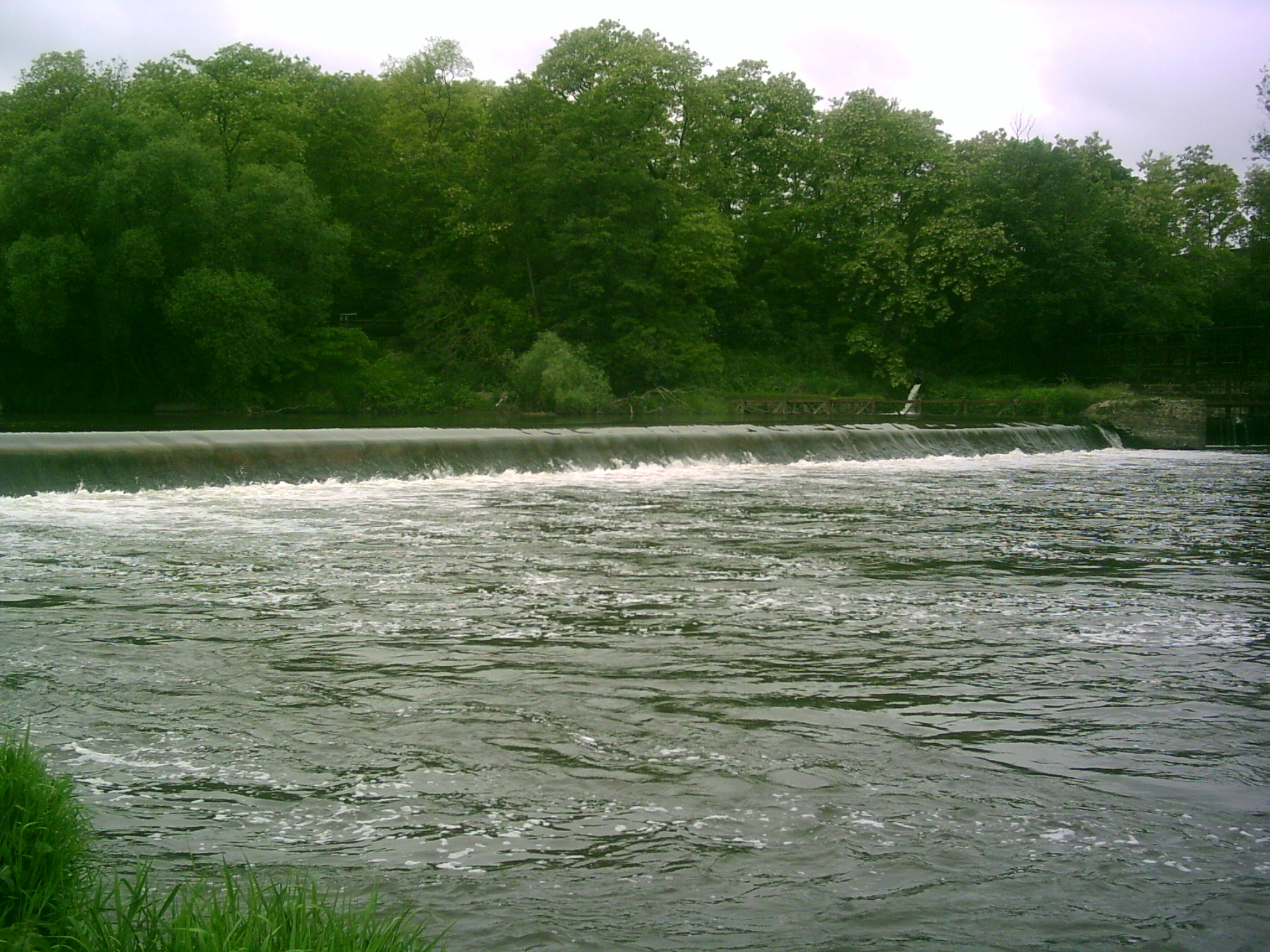
Требзен (Мульде)